# Riječka filološka škola
Riječka filološka škola bila je filološka škola hrvatskog jezika u 19. stoljeću.
Najpoznatiji predstavnici ove škole su: 
- Fran Kurelac
- Fran Pilepić
- Ivan Dežman
- Bude Budisavljević

Fran Pilepić je postao članom ove škole pod utjecajem Frana Kurelca, koji je bio strastveni domoljub i svojim je učiteljskim radom snažno utjecao na nacionalne, jezične i književne stavove svojih učenika, naročito Bude Budisavljevića, Ivana Dežmana i Frana Pilepića. 

## Svojstva
Svojstveno joj je nastojanje za uvođenje tzv. slavenskog ili kratkog genitiva množine te starijih jezičnih oblika u književni hrvatski jezik.
Ta je škola imala najkraće djelovanje i najmanje odjeka. Na čelu joj je bio Fran Kurelac koji se zalagao za arhaičan i u velikoj mjeri artificijelan jezik, zasnovan na mješavini hrvatskih narječja u kojoj će prevagu imati "najstarije", čakavsko narječje, koje je on smatrao jezgrom hrvatskoga jezika. Smatrao je da osnovicu standardnog jezika trebaju činiti oni elementi koji su zajednički većini slavenskih jezika.
Riječka filološka škola zalagala se za genitiv množine na nulti morfem (puno sel, žen, molitav), za 1. lice prezenta na –u (ja ispletu), za dvojinu i u imenica (dvaju rukopisu, širokih rukavu) i u glagola (te me uvedosta i pokazasta), za stari kondicional s oblicima bim, biš, bi, bimo, bite, bi, za futur sa svršenim prezentom glagola biti (budu govorit), za starinske glagolske priloge i gerunde (navraćaje, obišad, našavše), za perfekt bez pomoćnog glagola, za posve arhaične konstrukcije kao što su poredbeni genitiv (misli kamena tvrđe), dativ apsolutni (profesorom toga se žamora plašećim), za arhaične oblike čto i vsaki, te za mnoštvo pojedinačnih riječi koje su u to doba već bile posve zastarjele, a kojima su oni sami mijenjali dotadašnja značenja ili koje su posuđivali iz drugih slavenskih jezika (čest - sreća, dugotrp - strpljiv, lotrija - besposlica, nauzprek - protivan, saharana - spasenje, udilje - odmah, zaobstun - uzalud itd.).
Što se tiče pravopisa, zalagali su se za dosljedan morfološko-tvorbeni pravopis.

## Zanimljivosti
Žestoki hrvatski Kurelčev pristup nastavi jezika i književnosti izravan je povod tome što su Ivan Dežman i Fran Pilepić pješice krenuli na višetjedno putovanje po Hrvatskoj ljeti 1856. godine. 
I kasnije će i Dežman i Pilepić, kao bečki studenti, ostati u kontaktu s učiteljem i pronositi njegove ideje.